# 田中橋 (津南町)
田中橋（たなかばし）は、新潟県中魚沼郡津南町の信濃川に架かる新潟県道49号小千谷十日町津南線の橋長154 m（メートル）の桁橋。

## 概要
- 形式 - 鋼2径間連続桁橋
- 橋長 - 154.0 m
- 幅員
  - 総幅員 - 10.8 m

## 歴史
1954年（昭和29年）5月30日に木造トラス補剛桁、鉄筋コンクリート製主塔からなる吊橋が完成した。
その後、1978年（昭和53年）11月に新潟県により現在の永久橋に架け替えられた。
2011年（平成23年）3月12日の長野県北部地震には小千谷十日町津南線の本橋から上野までの区間が路面陥没のため通行止となり、田中集落が一時孤立した。